# Unicodeblock Katakana, Phonetische Erweiterungen

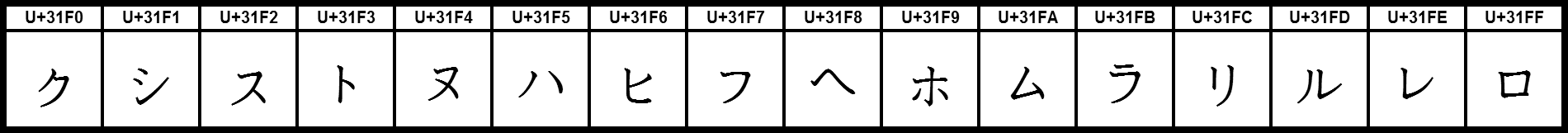
Unicodeblock Katakana, Phonetische Erweiterungen

Der Unicodeblock Katakana, Phonetische Erweiterungen (engl. Katakana Phonetic Extensions, U+31F0 bis U+31FF) enthält zusätzliche Katakana-Zeichen zur Schreibung der Ainu-Sprache.

## Tabelle
Alle Zeichen haben die allgemeine Kategorie "Anderer Buchstabe" und die bidirektionale Klasse "Links nach rechts".
| Unicodenummer  | Zeichen (400 %) | Offizielle Bezeichnung   | Beschreibung                |
| -------------- | --------------- | ------------------------ | --------------------------- |
| U+31F0 (12784) | ㇰ              | KATAKANA LETTER SMALL KU | Katakana-Zeichen kleines Ku |
| U+31F1 (12785) | ㇱ              | KATAKANA LETTER SMALL SI | Katakana-Zeichen kleines Si |
| U+31F2 (12786) | ㇲ              | KATAKANA LETTER SMALL SU | Katakana-Zeichen kleines Su |
| U+31F3 (12787) | ㇳ              | KATAKANA LETTER SMALL TO | Katakana-Zeichen kleines To |
| U+31F4 (12788) | ㇴ              | KATAKANA LETTER SMALL NU | Katakana-Zeichen kleines Nu |
| U+31F5 (12789) | ㇵ              | KATAKANA LETTER SMALL HA | Katakana-Zeichen kleines Ha |
| U+31F6 (12790) | ㇶ              | KATAKANA LETTER SMALL HI | Katakana-Zeichen kleines Hi |
| U+31F7 (12791) | ㇷ              | KATAKANA LETTER SMALL HU | Katakana-Zeichen kleines Hu |
| U+31F8 (12792) | ㇸ              | KATAKANA LETTER SMALL HE | Katakana-Zeichen kleines He |
| U+31F9 (12793) | ㇹ              | KATAKANA LETTER SMALL HO | Katakana-Zeichen kleines Ho |
| U+31FA (12794) | ㇺ              | KATAKANA LETTER SMALL MU | Katakana-Zeichen kleines Mu |
| U+31FB (12795) | ㇻ              | KATAKANA LETTER SMALL RA | Katakana-Zeichen kleines Ra |
| U+31FC (12796) | ㇼ              | KATAKANA LETTER SMALL RI | Katakana-Zeichen kleines Ri |
| U+31FD (12797) | ㇽ              | KATAKANA LETTER SMALL RU | Katakana-Zeichen kleines Ru |
| U+31FE (12798) | ㇾ              | KATAKANA LETTER SMALL RE | Katakana-Zeichen kleines Re |
| U+31FF (12799) | ㇿ              | KATAKANA LETTER SMALL RO | Katakana-Zeichen kleines Ro |